# 句渠知
句渠知（？—？），句姓，名渠知，巴氐族首領之一，中國十六國初期前趙境內今陕西一带各少数民族變民領袖之一。

## 生平
320年（光初三年）六月，前趙將領解虎与长水校尉尹车暗中結合部分巴氐首領句徐、厍彭联合謀叛，事洩，解虎和尹车、厍彭等五十余人皆被前趙帝劉曜所殺。於是巴氐族人起事皆反前赵，推句渠知為領袖，自称秦王，國號「大秦」，改元平趙。一時間羌、氐、羯等族響應者號稱三十餘萬。關中因此大亂，城門連白天都緊閉。
刘曜以游子远为车骑大将军，都督雍、秦征讨诸军事。劉曜接受游子遠的建議，恩威并施，下詔大赦，宽慰民心。游子远统军进駐雍城（今陕西省凤翔县东南），反叛者有十余万投降，军至安定（今甘肃省泾川县北），於是其眾紛紛歸降，只餘句姓宗族餘黨五千餘戶。接着攻克阴密（今甘肃省灵台县西南），向陇右进军。氏、羌首领虚除权渠不服，据险抵抗，五战全部失败。虚除权渠子虛除伊餘于是自率五万精兵攻至前赵大军垒门，游子远坚壁不战，伊余久而骄怠。游子遠進攻，乘其不备，利用大风沙，率众出击，大破氐、羌军，生擒虛除伊餘，俘其全部部众。虚除权渠被迫投降，刘曜把虚除权渠诸部落二十余万迁到都城长安（今西安西北）。句渠知下場史書未載。

## 資料來源
- 《晉書》卷一百零三
- 《資治通鑑》卷九十一